# Pachyotominae
Sous-famille
Les Pachyotominae sont une sous-famille de collemboles de la famille des Isotomidae.

## Liste des genres
Selon Checklist of the Collembola of the World (version du 6 septembre 2019) :
- Bonetrura Christiansen & Bellinger, 1980
- Coloburella Latzel, 1917
- Jestella Najt, 1978
- Pachyotoma Bagnall, 1949
- Paranurophorus Denis, 1929
- † Propachyotoma Christiansen & Nascimbene, 2006

## Publication originale
- Potapov, 2001 : Synopses on Palaearctic Collembola. Volume 3. Isotomidae. Abhandlungen und Berichte des Naturkundemuseums Goerlitz, vol. 73, no 2, p. 1-603.